# Argoctenus aureus
Argoctenus aureus är en spindelart som först beskrevs av Henry Roughton Hogg 1911.  Argoctenus aureus ingår i släktet Argoctenus och familjen taggfotsspindlar. Inga underarter finns listade i Catalogue of Life.